# 1916 en hockey sur glace
Cette page présente les éléments de hockey sur glace de l'année 1916, que ce soit d'un point de vue rencontres internationales ou championnats nationaux. Les grandes dates des différentes compétitions sont données ainsi que les décès de personnalités du hockey mondial.

## Amérique du Nord
- Les Canadiens de Montréal remportent leur première Coupe Stanley en tant que champions de l'Association nationale de hockey le 30 mars. Ils battent 3 matchs à 2 l'équipe des Rosebuds de Portland, club de l'Association de hockey de la Côte du Pacifique, première équipe basée aux États-Unis à participer à la finale de la Coupe[1].

## Autres Évènements

### Fondation de club
- Sportul Bukarest (Roumanie)

### Naissance
- 1er Janvier : Murray Armstrong
- 7 janvier : Babe Pratt
- 27 février : Jimmy Orlando
- 22 mars : Charles Shannon
- 3 septembre : Doug Bentley
- 5 décembre : Ernest Aljančič

### Décès
- Frank McGee